# Martin Borre
Martin Borre (27 marzo 1979) è un ex calciatore danese, di ruolo attaccante.

## Carriera

### Club
Borre giocò con la maglia del Køge, prima di passare nell'Odense. Nel 2007 si trasferì in Norvegia, per giocare nello Start. Debuttò nella Tippeligaen il 1º luglio, sostituendo Espen Børufsen nella sconfitta per 1-0 contro il Lyn Oslo. Il 2 settembre dello stesso anno segnò la prima rete, nella sconfitta per 3-2 sul campo del Vålerenga. In quella stagione, lo Start non raggiunse la salvezza e retrocesse in Adeccoligaen. Borre rimase però in squadra, almeno inizialmente.
Nel corso del 2008, infatti, tornò in patria per giocare nel Vejle. Debuttò in squadra il 2 agosto, subentrando a Steffen Kielstrup nella sconfitta per 3-2 contro l'Aalborg. Il 13 maggio 2009 segnò la prima rete, nel pareggio per 1-1 contro lo Horsens. Il Vejle non riuscì ad evitare la retrocessione, al termine dell'anno.